# Campeonato Uruguaio de Futebol de 1915
O Campeonato Uruguaio de Futebol de 1915 consistiu em uma competição com dois turnos, no sistema de todos contra todos. O campeão foi o Nacional.

## Classificação[1]
| Pos | Equipe               | Pts | J  | V  | E | D  | GP | GC | SG  |
| --- | -------------------- | --- | -- | -- | - | -- | -- | -- | --- |
| 1°  | Nacional             | 29  | 18 | 13 | 3 | 2  | 33 | 9  | 24  |
| 2°  | Peñarol              | 27  | 18 | 12 | 3 | 3  | 37 | 8  | 29  |
| 3°  | Universal            | 23  | 18 | 10 | 3 | 5  | 29 | 25 | 4   |
| 4°  | Defensor             | 20  | 18 | 9  | 2 | 7  | 16 | 20 | -4  |
| 5°  | Montevideo Wanderers | 19  | 18 | 9  | 1 | 8  | 19 | 23 | -4  |
| 6°  | River Plate FC       | 17  | 18 | 7  | 3 | 8  | 18 | 15 | 3   |
| 7°  | Central              | 15  | 18 | 7  | 1 | 10 | 15 | 19 | -4  |
| 8°  | Reformers            | 13  | 18 | 5  | 3 | 10 | 10 | 20 | -10 |
| 9°  | Bristol              | 11  | 18 | 5  | 1 | 12 | 9  | 27 | -18 |
| 10° | Independencia        | 6   | 18 | 2  | 2 | 14 | 9  | 29 | -20 |

|  | Campeão.    |
|  | Rebaixados. |

Promovido para a próxima temporada: Dublin.
| Campeonato Uruguaio de 1915  |
| ---------------------------- |
| Nacional Campeão (4º título) |